# Oulobophora internata
Oulobophora internata är en fjärilsart som beskrevs av Rudolf Püngeler 1888. Oulobophora internata ingår i släktet Oulobophora och familjen mätare. Inga underarter finns listade i Catalogue of Life.